# Station Hamilton Square
Hamilton Square (ook aangeduid als Birkenhead Hamilton Square) is een spoorwegstation van National Rail in Birkenhead, Wirral in Engeland. Het station is eigendom van Network Rail en wordt beheerd door Merseyrail. 